# Невероятният Спайдър-Мен
 Тази статия е за сериала.  За филма вижте Невероятният Спайдър-Мен (филм, 2012).  
„Невероятният Спайдър-Мен“ (на английски: The Spectacular Spider-Man) е американски анимационен сериал, базиран на супергероя на Марвел Комикс - Спайдър-Мен. Разработен е за телевизията от Виктор Кук и Грег Уайсман. Премиерата му е на 8 март 2008 г. по време на детския блок Kids' WB по The CW. Вторият и последен сезон се излъчи по Disney XD в САЩ на 18 ноември 2009 г.

## Предпоставка
Сериалът е базиран на оригиналния комикс „Спайдър-Мен“, създаден от Стан Лий и Стив Дитко, но прави препратки към други източници за Спайдър-Мен, като филмовата трилогия и комикса „Върховният Спайдър-Мен“. Тонът е комбинация от анимационен екшън, драма и комедия.
Всеки сезон пресъздава семестър от годината на Питър в гимназията с първи сезон, вървейки от септември до ноември, а втори сезон от декември до март.

## Продукция
Интрото на шоуто е режисирано от Виктор Кук, а началната песен е написана и изпълнена от The Tender Box.

## Възприемане
През януари 2009 г. IGN поставя „Невероятният Спайдър-Мен“ на 30-о място в Топ 100 за 100-те най-добри анимационни шоута, надминавайки „Спайдър-Мен: Анимационният сериал“ и „Спайдър-Мен и невероятните му приятели“.
Също така IGN обявява сериала за най-добрия анимационен сериал за 2008 г.

## Играчки и мърчандайз
Hasbro пуска линия от екшън фигурки през март 2008 г.
Happy Meal отпразнува 30-ата си годишнина с играчки от „Невероятният Спайдър-Мен“ в Макдоналдс.

## „Невероятният Спайдър-Мен“ в България
В България сериалът започва излъчването си на 6 декември 2008 г. по Нова телевизия, всяка събота и неделя от 08:30. Първи сезон завършва на 17 януари 2009 г., а веднага след него на 18 януари започва втори сезон, чиито премиери от трети до девети епизод се излъчват преди тези в Канада. От 21 февруари излъчването му е временно спряно, заради премиерите на пети сезон на „Малките титани“. На 15 януари 2011 г. започва повторно излъчване, всяка събота и неделя от 09:00, като от 22 януари в събота се излъчват три епизода. След края на повторенията останалите четири епизода започват излъчване на 27 февруари, всяка неделя от 09:00. Последните два са излъчени наведнъж на 12 март от 09:30. По-късно през годината тези четири епизода са повторени без разписание за запълване на времето, като последният е повторен на 9 октомври от 05:40. Дублажът е на Арс Диджитал Студио, чието име се споменава в последните четири епизода. Ролите се озвучават от артистите Ани Василева, Иван Танев, Росен Плосков и Силви Стоицов.
На 27 януари 2013 г. започва повторно излъчване по bTV Action, по програма всяка събота от 07:30 по три епизода и в неделя от 06:00 по пет, както и в понеделник от 06:00 по три. Дублажът е записан наново. Ролите се озвучават от артистите Мими Йорданова, Ева Данаилова, Христо Димитров, Иван Петков и Христо Бонин. Те са взети, защото преди това са били одобрени с кастинг в Александра Аудио да озвучават в нахсинхронния дублаж на „Върховният Спайдър-Мен“ за Дисни Ченъл.

### Играчки
От октомври 2008 г. в България са достъпни за закупуване екшън фигурките от сериала. В страната се внасят от Глоб Трейд, а цената на всяка е 27 лева.

### Издания на DVD в България
На 25 май 2009 г. Прооптики издава първи том на първи сезон с българско озвучаване. На 7 септември пуска втори том, а на 2 ноември – трети и четвърти.